# Rudolf Waßmuth
Rudolf Georg Hermann Waßmuth (* 9. März 1928 in Belgard, Provinz Pommern; † 27. September 2023  bei Gießen) war ein deutscher Agrarwissenschaftler und emeritierter Professor für Tierzucht und Haustiergenetik an der Universität Gießen sowie langjähriger Präsident der Schaf- und Ziegenkommission in der Europäischen Vereinigung für Tierproduktion (EVT).

## Leben und Wirken
Nach Schulbesuch u. a. in der Oberschule in Prag mit Reifevermerk, Kriegseinsatz, Gefangenschaft, einer landwirtschaftlichen Lehre und weiterem Schulbesuch in Hann. Münden legte er die Prüfung zur allgemeinen Hochschulreife erfolgreich ab. Danach begann er das Studium der Landwirtschaft an der Universität Gießen (1949–1953). Mit der Vorlage seiner Dissertation Mastversuche mit saugenden Merinolandschaf- und Kreuzungslämmern erfolgte die Promotion zum Dr. agr. in Gießen.
Nach der Zeit als Landwirtschaftsreferendar und Staatsexamen 1955 wurde Waßmuth mit dem Aufbau und der Leitung der ersten europäischen Mastversuchsanstalt für Schafzucht der Land- und Forstwirtschaftskammer Kurhessen in Kassel beauftragt. 1957 kehrte er als Assistent an das Tierzuchtinstitut in Gießen zu Prof. Leopold Krüger zurück.
Die Habilitation für das Fach Tierzucht erfolgte mit der Schrift Die Selektion auf Schurertrag und Wolleigenschaften bei mehrseitiger Nutzung des Schafes an der Justus-Liebig-Universität Gießen 1962. 1963 wurde er für ein Jahr Gastdozent an der EGE Universität Izmir (Türkei), und ab 1964 war er Oberassistent, Dozent und Außerplanmäßiger Professor für Tierzucht in Gießen.
1968 folgte er dem Ruf an die Universität Kiel als Wissenschaftlicher Rat und Professor für Tierzucht. 1969 wurde er als Professor für Tierzucht und Haustiergenetik und Direktor des gleichnamigen Institutes an der Landwirtschaftliche Fakultät der Universität Gießen zurückgerufen. Einen späteren erneuten Ruf nach Kiel lehnte er ab.
Er war über zwei Jahrzehnte in der Leitung der Universität Gießen mehrere Male als Prodekan und Dekan sowie Institutsdirektor engagiert. In der Schaf- und Ziegenkommission der Europäischen Vereinigung für Tierproduktion war er als Sekretär, Vizepräsident und Präsident 19 Jahre in Ämtern dieser Organisation tätig.
Waßmuth war verheiratet mit Bärbel Waßmuth; beide haben eine Tochter und einen Sohn.

## Würdigung
Der Schwerpunkt von Waßmuths Arbeiten war neben der allgemeinen Tierzucht insbesondere die Erforschung genetischer Grundlagen züchterisch wichtiger Zusammenhänge. Seine besondere Aufmerksamkeit widmete er dabei der Schafzucht. Er war Autor und Koautor von etwa 400 wissenschaftlichen und praxisnahen Publikationen, betreute 80 Dissertationen, 4 Habilitationen. Die 32 von Waßmuth an die Deutsche Forschungsgemeinschaft (DFG) gestellten Anträge für Forschungsvorhaben wurden genehmigt, damit konnten Untersuchungen organisiert werden die ohne diese zusätzlichen Fördermöglichkeiten nicht hätten durchgeführt werden können.
Besonders zu erwähnen sind:
Die 1/20 Translokation des Schafes und deren Folgen (wichtigste Mitarbeiterin Birgit Glahn-Luft) sowie das erste Ziegenjunge der Welt, das von einem Schaf ausgetragen wurde (wichtigste Mitarbeiterin Sabine Meinecke-Tillmann).
Das Lehrbuch der Schafzucht (von Heinrich Behrens), 3. neu bearb. Aufl. von Rudolf Waßmuth, Hamburg & Berlin: Parey, 1973, 303 S., 166 Ill u. graph. Darst.; 4., völlig neu bearb. Aufl., 1976, 367 S.; 5., neu bearb. Aufl., 1979, 366 S.; 6., neu bearb. Aufl., mit Reinhard Scheelje, 1983, 334 S. u. 134 Ill.;
Die Einführung in die Züchtung, Fütterung und Haltung landwirtschaftlicher Nutztiere. Mit Hans Otto Gravert und Joachim Hans Weniger, Hamburg & Berlin : Parey, 1979, 317 S.;
Waßmuth war 20 Jahre Schriftleitungsmitglied, davon sechs Jahre als Hauptschriftleiter der Zeitschrift für Tierzüchtung und Züchtungsbiologie.
Anlässlich seines 80. Geburtstages stiftete er den Rudolf Waßmuth-Förderpreis für die Förderung junger Wissenschaftler, der seitdem alle zwei Jahre an zwei Kandidaten vergeben wird.

## Ehrungen und Auszeichnungen
- 1976 Silberne Max-Eyth-Denkmünze der Deutschen Landwirtschafts-Gesellschaft
- 1989 Carl Theodor Schneider Preis der Deutschen Landwirtschafts-Gesellschaft
- 1984 Goldene Züchtermedaille der Bayrischen Herdbuchgesellschaft für Schafzucht und Ehrenmitgliedschaft
- 1991 Verdienstmedaille der Vereinigung Deutscher Landesschafzuchtverbände (DVL)
- 1992 Hermann-von-Nathusius-Medaille der Deutschen Gesellschaft für Züchtungskunde[4]
- 1992 Verdienstmedaille der EGE Universität Izmir
- 1993 Ehrenplakette des hessischen Landwirtschaftsministers
- 1998 Distinguished Service Award der Europäischen Vereinigung für Tierproduktion (EVT)[5]
- 2016 Ehrung durch Otto-Werner Marquardt zur 60-jährigen Mitgliedschaft von Rudolf Waßmuth bei der DGfZ[6]